# Liste der Museen in El Salvador
Dies ist eine Liste der Museen in El Salvador und erhebt keinen Anspruch auf Vollständigkeit.
Die Museen bilden neben der kulturellen Bedeutung und Geschichte des Landes auch eine wichtige Grundlage für den Tourismus in El Salvador.
- El Museo Aja
- Museo Nacional de Antropología Dr. David J. Guzmán
- Museo de Arte de El Salvador
- Museo de Escultura Enrique Salaverría
- Museo de la Televisión y el Cine Salvadoreño
- Museo de la Palabra y la Imagen
- Museo de Arte Popular (El Salvador)
- Museo de la Ciudad (El Salvador)
- Museo Militar de la Fuerza Armada de El Salvador
- Museo Regional de Occidente
- Museo Regional de Oriente
- Museo de la Revolución (El Salvador)
- Museo de Joya de Cerén
- Museo de San Andrés
- Museo del Tazumal
- Museo de Casa Blanca